# 50e cérémonie des British Academy Film Awards
Pour la cérémonie des BAFTAs récompensant la télévision, voir la 44e cérémonie des British Academy Television Awards.
La 50e cérémonie des British Academy Film Awards, organisée par la British Academy of Film and Television Arts, s'est déroulée le 29 avril 1997 et a récompensé les films sortis en 1996.

## Palmarès

### Meilleur film
- Le Patient anglais (The English Patient)
  - Shine
  - Secrets et Mensonges (Secrets and Lies)
  - Fargo

### Meilleur film britannique
Alexander Korda Award
- Secrets et Mensonges (Secrets and Lies) – Mike Leigh
  - Carla's Song – Ken Loach
  - Richard III – Richard Loncraine
  - Les Virtuoses (Brassed Off) – Mark Herman

### Meilleur réalisateur
David Lean Award.
- Joel Coen pour Fargo
  - Anthony Minghella pour Le Patient anglais (The English Patient)
  - Mike Leigh pour Secrets et Mensonges (Secrets and Lies)
  - Scott Hicks pour Shine

### Meilleur acteur
- Geoffrey Rush pour le rôle de David Helfgott dans Shine
  - Ralph Fiennes pour le rôle de László Almásy dans Le Patient anglais (The English Patient)
  - Ian McKellen pour le rôle de Richard III dans Richard III
  - Timothy Spall pour le rôle de Maurice dans Secrets et Mensonges (Secrets and Lies)

### Meilleure actrice
- Brenda Blethyn pour le rôle de Cynthia dans Secrets et Mensonges (Secrets and Lies)
  - Frances McDormand pour le rôle de Marge Gunderson dans Fargo
  - Kristin Scott Thomas pour le rôle de Katharine Clifton dans Le Patient anglais (The English Patient)
  - Emily Watson pour le rôle de Bess McNeill dans Breaking the Waves

### Meilleur acteur dans un second rôle
- Paul Scofield pour le rôle du juge Thomas Danforth dans La Chasse aux sorcières (The Crucible)
  - Alan Rickman pour le rôle d'Éamon de Valera dans Michael Collins
  - John Gielgud pour le rôle de Cecil Parkes dans Shine
  - Edward Norton pour le rôle d'Aaron Stampler dans Peur primale (Primal Fear)

### Meilleure actrice dans un second rôle
- Juliette Binoche pour le rôle d'Hana dans Le Patient anglais (The English Patient)
  - Marianne Jean-Baptiste pour le rôle d'Hortense dans Secrets et Mensonges (Secrets and Lies)
  - Lauren Bacall pour le rôle d'Hannah Morgan dans Leçons de séduction (The Mirror Has Two Faces)
  - Lynn Redgrave pour le rôle de Gillian dans Shine

### Meilleur scénario original
- Secrets et Mensonges (Secrets and Lies) – Mike Leigh
  - Shine – Jan Sardi
  - Lone Star – John Sayles
  - Fargo – Joel Coen, Ethan Coen

### Meilleur scénario adapté
- Le Patient anglais (The English Patient) – Anthony Minghella
  - La Chasse aux sorcières (The Crucible) – Arthur Miller
  - Richard III – Ian McKellen
  - Evita – Alan Parker, Oliver Stone

### Meilleurs décors
- Richard III – Tony Burrough
  - Le Patient anglais (The English Patient) – Stuart Craig
  - Hamlet – Tim Harvey
  - Evita – Brian Morris

### Meilleurs costumes
- Richard III
  - Le Patient anglais (The English Patient)
  - Hamlet
  - Evita

### Meilleurs maquillages et coiffures
- Le Professeur Foldingue (The Nutty Professor)
  - Evita
  - Les 101 Dalmatiens (101 Dalmatians)
  - Le Patient anglais (The English Patient)

### Meilleure photographie
- Le Patient anglais (The English Patient) – John Seale
  - Fargo – Roger Deakins
  - Evita – Darius Khondji
  - Michael Collins – Chris Menges

### Meilleur montage
- Le Patient anglais (The English Patient) – Walter Murch
  - Fargo – Roderick Jaynes
  - Shine – Pip Karmel
  - Evita – Gerry Hambling

### Meilleurs effets visuels
- Twister – Stefen Fangmeier, John Frazier, Henry LaBounta et Habib Zargarpour
  - Independence Day – Tricia Henry Ashford, Volker Engel, Clay Pinney, Douglas Smith et Joe Viskocil
  - Le Professeur Foldingue (The Nutty Professor) – Jon Farhat
  - Toy Story – Eben Ostby et William Reeves

### Meilleur son
- Shine – Jim Greenhorn, Toivo Lember, Livia Ruzic, Roger Savage et Gareth Vanderhope
  - Evita – Anna Behlmer, Eddy Joseph, Andy Nelson, Ken Weston et Nigel Wright
  - Independence Day – Bob Beemer, Bill W. Benton, Chris Carpenter, Sandy Gendler, Val Kuklowsky et Jeff Wexler
  - Le Patient anglais (The English Patient) – Mark Berger, Pat Jackson, Walter Murch, Christopher Newman, David Parker et Ivan Sharrock

### Meilleure musique de film
Anthony Asquith Award.
- Le Patient anglais (The English Patient) – Gabriel Yared
  - Shine – David Hirschfelder
  - Les Virtuoses (Brassed Off) – Trevor Jones
  - Evita – Andrew Lloyd Webber

### Meilleur film en langue étrangère
- Ridicule •  France
  - Antonia et ses filles (Antonia) •  Pays-Bas
  - Nelly et Monsieur Arnaud •  France
  - Kolya (Kolja) •  République tchèque/ France/ Royaume-Uni

### Meilleur court-métrage
- Des majorettes dans l'espace – David Fourier, Carole Scotta
  - Dual Balls – Dan Zeff, Laurence Bowen
  - Machination – Ralph Seiler, Alice Beckman
  - Tout doit disparaître – Jean-Marc Moutout, Francois Barat
  - Butterfly Man – Barry Ackroyd, Robin MacPherson

### Meilleur court-métrage d'animation
- La Vieille Dame et les Pigeons – Sylvain Chomet, Bernard La Joie, Didier Brunner
  - Famous Fred – Joanna Quinn, John Coates, Catrin Unwin
  - The Saint Inspector – Mike Booth, Richard Hutchinson
  - Trainspotter – Jeff Newitt, Christopher Moll, Neville Astley
  - Testament – the Bible in Animation: Joseph - Elizabeth Babakhina, Aida Ziablikoua
  - Testament – the Bible in Animation: Moses - Naomi Jones, Gary Hurst

### Meilleure contribution au cinéma britannique
Michael Balcon Award.
- Film4

### Fellowship Award
Prix d'honneur de la BAFTA, récompense la réussite dans les différentes formes du cinéma.
- Woody Allen
- Steven Bochco
- Julie Christie
- Oswald Morris
- Harold Pinter
- David Rose

## Récompenses et nominations multiples

### Nominations multiples
Films
 13  : Le Patient anglais
 9  : Shine
 8  : Evita
 7  : Secrets et Mensonges
 6  : Fargo
 5  : Richard III
 2  : La Chasse aux sorcières, Le Professeur Foldingue, Michael Collins, Hamlet, Independence Day, Les Virtuoses
Personnalités
 2  : Joel Coen, Anthony Minghella, Mike Leigh

### Récompenses multiples
Légende : Nombre de récompenses/Nombre de nominations
Films
 6 / 13  : Le Patient anglais
 3 / 7  : Secrets et Mensonges
 2 / 5  : Richard III
 2 / 9  : Shine

### Les grands perdants
0 / 8  : Evita